# REALFORCE

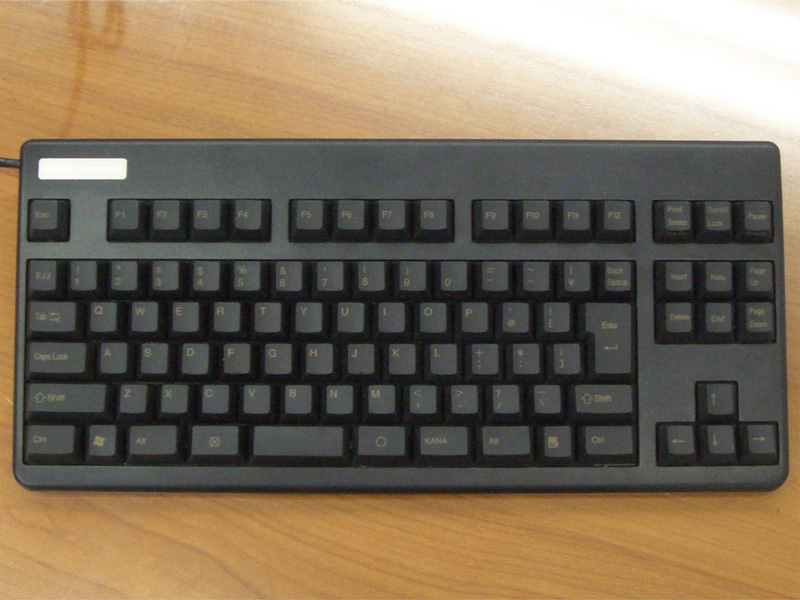
REALFORCE 91UBK

REALFORCE（リアルフォース）は、東プレが発売しているコンピュータ向け高級キーボードのブランドである。
ロゴタイプ表記は「REΛLFORCE」（セリフ体、「A」が横棒のないΛでやや大きく暗い赤色で表記）が用いられる。

## 概要
東プレは元々、金融機関などのデータ入力などの業務利用に使われるキーボードを日本のシステムメーカー18社24工場にOEM供給しており、特に銀行の窓口業務用のキーボードでは、約70%のシェアを確保、日本国内計算センターのほぼ100%で使用されている。後述する静電容量無接点方式を採用したこれらの業務用キーボードは、高い信頼性と操作性を備えており、その特徴をそのままにコンシューマ向けモデルとしてREALFORCEが市販された。キーボードを多用する職業や趣味ではキーの打鍵感が作業効率に大きく影響するため、こうした質実剛健なキーボードが必要になる場合がある。
第一世代（R1シリーズ）の2001年7月の発売当初から2002年の夏頃までは生産が追いつかず、秋葉原などの取り扱いショップでは入荷後すぐに完売となる人気ぶりを見せていた。2017年には第二世代（R2シリーズ）が、2022年には第三世代（R3シリーズ）となるREALFORCEが販売されている。高級キーボードブランドとして何れも2～3万円台という価格帯で販売されており、非常に高価である。
第一世代（R1シリーズ）の段階で既にキーボードとしての完成度は非常に高く、一般的な利用方法であれば十分過ぎる品質であるため、値段が大幅に下がる旧世代製品を狙って購入する者も居る。
セブン銀行のATMでは東プレから特注品を採用したテンキーを採用している。

## 特徴

### スイッチ方式
静電容量の変化でキー入力を検知する静電容量無接点方式を採用している。静電容量無接点方式は機械接点が無いため、電極を互いに接触させる必要が無い。これにより、接点部の摩耗などによるチャタリングが起きない、動作音が小さい、耐久性が高いというメリットを持つ。一般的な有接点のメンブレン方式のキーボードでは、キーの寿命が押下回数約1000万回なのに対し、REALFORCEは3000万回以上、REALFORCE R2では5000万回以上となっている。キー入力ができる/できないの話ならキー寿命はもっと大きい数字となるが、実際は摩耗により打鍵感が変化していく。また、キーのON位置とOFF位置に差(ヒステリシス)を設けており、この差分によってキーの誤入力やチャタリングを防止している。

### キータッチ
従来の一般のキーボード（例えばメンブレンキーボード）では、ウレタン製のラバードームを使用して、そのラバードームの下部に可動電極を設けて、電極を互いに接触させて電気的なスイッチとしている。この場合、キーを押し込んだときのスイッチの閉動作の位置とキーの底付き位置が同じかまたは近くなり、また、一般的にキーの押下に50 - 60グラム程度の荷重を必要とする。REALFORCEは、これに対し、ラバードーム内の可動電極に、滑らかに圧縮される円錐ばねを使用している。電気的に検知する静電容量の変化は円錐ばねによって生じさせ、ラバードームをキーの荷重のコントロールのためにだけに用いることができる。こうして、REALFORCEは、全キーで45±15gという軽い荷重となめらかなキータッチを同時に実現し、長時間の使用者の疲労を軽減している。変荷重モデルでは、他の指より力の弱い小指の入力負担をさらに低減するため、小指により入力する一部のキーの荷重を他のキーよりも軽くなるように設定している。REALFORCEはステップスカルプチャーを採用しており、独特のキー感触であるため、初めて使用する場合は違和感を持ちやすい。

### 同時入力無制限
普及型のキーボードは2 - 数キーロールオーバーのため、それ以上のキーを同時押しすると入力が抜けるなどの問題が出る。REALFORCEではNキーロールオーバーになっており、次のキーを入力するために他の指を先に上げておく必要が無い。このため、高速入力でも入力抜けが起きず、信頼感の高いタッチタイプが可能である。また、同時押しが要求されうるゲームにも向いている。同時キー押しについてはPS/2接続の場合はすべてのキーが同時に押下されていても認識するが、USB接続の場合はUSBの仕様上6つまでの認識となっている。ただしREALFORCEのR1シリーズでは入力順に入力が抜ける仕組みなので（asdfghjkの順でキーを離さずに押していくと、jを入力するとaを離した事になり、そこからkを足すとsが抜けてdfghjkの6キーが押されていると認識される）、無反応にはならない。R2シリーズ以降はフルNキーオーバーとなっており、押したキーはすべて認識する。（USB接続時のみ、Bluetoothは未対応）

### 超高速打鍵について
R1シリーズでは静電容量の変化を検知する為、31ミリ秒（0.031秒）以上のキーON時間が必要である。高速でタイピングを行った場合、キーの押下時間（正確にはキーON領域にキーが存在している時間）が31ミリ秒以下であると、入力が認識できないことになる。特に弾くように鋭く打鍵すると、底打ちしたとしても入力抜けが発生する可能性がある。R2シリーズ以降は制御方法が変更されたことから、入力抜けの可能性はなくなっている。

### キー荷重
30gのキー荷重について、キーを押す力を小さくすることで指や手首の負荷低減となるため、長時間キーボードを使用する人にはおすすめとなる。短時間では効果を実感しにくいが、1日中キーボードを使用している場合、効果を実感できる。45gは一般的なキーボードの荷重に合わせているため、違和感を持たせないようになっている。キー荷重が大きい場合、キーが元の位置に戻る速度が若干早くなる(計算上82%)ため、タイピングスピードやキー連打には有利となる。しかし、理論上の話であり、この効果を実感できる人は少ない。

### 静音仕様
静音仕様は音を吸収するスポンジのような部品を追加するが、この部品はキーを離したときに効果がある。よって、キーを押すときは通常仕様も静音仕様も変化はない。押下時の音はキーボード使用者の影響が大きいため、キーボード側での対策が難しいためである。REALFORCEはメンブレンキーのように底へ押し付ける必要はないため、練習・慣れで全体的な音を小さくすることが可能である　(キーを叩きつけるような使用方法では静音仕様を実感できない。)　静音にはキーボードの重量(剛性)が関係しており、重量をアップすることでキーボード本体の安定性を向上させ、音を小さくしている。

### キーの印刷方法
REALFORCEではキーの文字を印刷するために昇華印刷、またはレーザ印刷を使用している。昇華印刷は専用のインクをキーに染み込ませるイメージであるため、文字が消えにくいという特徴を持つ。レーザ印刷はキーの上面を加工するため、昇華印刷と比較すると文字が消えやすくなる。REALFORCEは昇華印刷に対応するため、キー材質はポリブチレンテレフタレート (PBT) となっている。

### APC　(Actuation Point Changer)
キー押下時のON位置を変更する機能のことであり、R3シリーズでは0.8mm、1.5mm、2.2mm、3.0mmの4段階が用意されている。標準では2.2mmに設定されており、2.2mmに合わせてストロークやラバー荷重が設定されている。(APC未実装の機種はAPC：2.2mm設定と同等である)　APC：0.8mmやAPC：1.5mmは軽く押すことでキーをONにしたい人をターゲットとしている。慣れればキーを底面に押し付けなくてもONにすることが可能であり、疲労を軽減することができる。(疲労の原因の一つとして、キーを底面に当てたときの衝撃がある)　APC：3.0mmはキーを押し当てる人をターゲットとしているが、実際に使用する人は少ない。キーを押し当てるならメンブレンタイプが最適となるためである。また、キーシートと組み合わせるとストロークを短くすることが可能である。2mmのキースペーサを装着し、APC：1.5mmの設定にすることでショートストロークのキーボードとして使用することができる。(キースペーサは別売)　当然の話だが、キースペーサを追加した状態でAPC：3.0mmの設定にするとキー入力ができないため注意が必要である。

### シンプルモード
R3シリーズにはシンプルモードが搭載されているが、通常は使用しない機能である。このモードはマザーボードのBios設定や特殊な複合機器に対応するための機能である。キーボードが反応しない場合、シンプルモードにすることでキー入力が可能となる場合がある。

## 世代

### R1シリーズ
2001年7月発売。コンシューマ向けにリリースされた最初のシリーズ。最初に発売されたモデルは「Realforce 106」で、主要キーが45g、小指で押すキーが30gの変荷重仕様だった。最初にPS/2通信がリリースされ、後にUSB通信がリリースされた。産業用の設計思想を受け継いでいるため、高耐久性となっている。スイッチ機構はこの時点でほとんど完成と言って良い出来である。発売当時はシリーズ名を冠していなかったが、公式ウェブサイトの一部でR1シリーズと表記されている。

### RGBシリーズ
2016年12月9日発売。LEDバックライトを採用した、東プレ初のゲーミングキーボード。5000万回の耐久性、1.5mm、2.2mm、3mmの3段階のAPC機能が初搭載された。

### R2シリーズ
2017年10月6日発売。R1シリーズからソフトウェアの制御方式を進化させたシリーズとなる。製品型式が「R2」から始まるため、このように呼ばれている。主な変更点としてデザインの変更、APC機能の追加、フルNキーオーバー対応、応答速度の向上、静音仕様の追加、キースペーサの追加等が挙げられる。現在ではほとんどの機種が生産中止となっている。発売当初は高性能であったため、ゲーミングキーボードとしての使用方法が検討されており、APC1.5mm設定、2ｍｍのキースペーサ追加、静音仕様を選択することでゲーミングキーボードとしても使用可能であった。（ただし、LEDの点灯とマクロ機能がない）

### R3シリーズ
2021年11月1日発売。最も大きな変更点は無線に対応したことである。USB通信とBluetooth通信に対応しており、キーコマンドで通信を切り替えることが可能である。電源について、電池、またはUSBからの給電となるが、USB接続時はUSB給電に自動で切り替わるため、電池は消費しない。キーコマンドで接続先のPCを変更できることから、PCを複数台使用している場合、キーボード1台で複数のPC操作が可能となっている。USBに接続しておけば電池を使用しないため、一部のユーザから評価を得ている。Windowsに対応した専用ソフトウェアを用意しており、設定変更が可能となっている。主な機能として、キーを押したときにPCへ送信するキーコマンドを変更できるため、オリジナルのキー配置を設定することが可能である。ゲームで使用されるWSADの配置もキーボード側で変更が可能であり、変更した配置はキーボードに記憶される。キー荷重は45g、30g、変荷重が用意されている。

### R3Sシリーズ
2022年6月24日発売。R2シリーズのデザインを踏襲したシリーズであり、価格を考慮したエントリーモデルとなる。USB接続に対応した普通のキーボードとなるが、日本語配列と英語配列が用意されており、キー荷重も30gと45gがあるため、REALFORCEの使い心地を知るためには十分な性能となっている。また、制御方法はR3シリーズと同等であるため、R3専用ソフトウェアが使用可能である。

### GX1シリーズ
2023年3月6日発売。REALFORCE RGBとR3Sシリーズをベースとし、ゲーム用に開発した機種である。主な変更点として、デザインの見直し、Dual-APCの追加、マクロ機能の追加、LED点灯パターンのカスタマイズ機能がある。
最も重要な変更点はDual-APCである。キーのストロークによって、ON/OFF位置(アクチュエーションポイント)が変動する。この機能によって、OFF→ONの速度を上げつつ、ON→OFFの速度も向上した。(ON/OFF位置が浅い場合、ON→OFFの速度が遅い問題があった。)また、この機能を有効に活用するため、キースキャン速度を向上させ、全体的な応答速度を向上させている。
GX1のメリットとして、様々な機能を持つ点がある。例えば、LEDをOFFに設定し、ON位置を2.2mmにすると業務用キーボードとして使用可能である。(REALFORCEとしての打鍵感を体感することができ、職場での使用も問題ない)また、ON位置を0.8mmに設定すれば、一般的なゲーミングキーボードとなる。Dual-APCを有効にすれば、ON/OFF位置の変更が可能となる。キースペーサを購入すれば、ショートストロークのキーボードとして使用できる。このように、1台で様々な機能を体感できる。これは全体的な完成度が高いため、実現可能となっている。
2023年7月にファームウェアアップデートが公開され、Rapid Trigerのように相対位置によるON/OFF設定が可能となった。このアップデートにより、ON→OFFの移動距離が短くなり、OFFになる時間が早くなる。本機能は感覚的にわかりやすく、ゲームによっては効果を実感できる。他にもKill Switchやショートカットの機能が追加されている。
GX1を使いこなす場合、上記のような知識やスキルが必要となる。試行錯誤しながら自分に合った使用方法を探していくことが本キーボードの楽しみ方のひとつである。

### RC1シリーズ
2024年10月18日発売。70%のサイズで、ファンクションキーや矢印キーを備えた小型軽量モデルである。持ち運びを想定した機種であり、軽量化を意識しているため、REALFORCEシリーズで採用されている板金は未採用である。板金がないことによる打鍵感の変化があり、今までのREALFORCEよりHHKBに近いイメージとなっている。
充電池を採用しており(従来機種は乾電池)、USBケーブルを接続することで充電することが可能である。充電池の寿命は1回の充電で約1ヵ月、充電サイクルが300回となっているため、計算上は25年となる。電池が故障してもUSB接続で使用可能であり、有償での電池交換サービスが存在する。USB接続時は充電が発生するため、充電が完了するまでは消費電流が増加する。バスパワーのUSBハブを使用する場合、最大消費電流の確認が必要である。
持ち運びを重視するため、キー数が減っている。また、接続するPCが増えることを想定しているため、ソフトウェア機能が向上している。キーマップを4面持っており、キーボードに設定を保存することができる。接続したPCや用途(仕事やゲーム)によって、キーマップを変更することが可能である。
本キーボードの用途として、ノートPCと同時に使用することが想定されている。デスクトップPCをメインで使用している場合、ノートPCに付属されるキーボードが使いにくいと感じることがある。このようなときに持ち運び可能な本キーボードを使用することで違和感を消すことが可能である。本キーボードは常に同じキーボードを使用したい、または小型キーボードを使用したいと考えている人に対する製品であり、特定ユーザ向け製品である。

## REALFORCE TYPING CHAMPIONSHIP
REALFORCEはタイピング日本一を決めるREALFORCE TYPING CHAMPIONSHIPを主催している。